# 庫珀島

庫珀島位於南喬治亞島東南方

54°48′S 35°47′W / 54.800°S 35.783°W
庫珀島（英語：Cooper Island）是南大西洋南喬治亞群島的島嶼，位於南喬治亞島東南方，長2.5公里、寬1.2公里，面積3平方公里，最高點海拔高度416米，由英國探險家詹姆斯·庫克在1775年發現，島上無人居住。